# RISING (Hilcrhymeのアルバム)
『RISING』（ライジング）は、Hilcrhymeが2011年12月7日にユニバーサルJから発売した3枚目のオリジナルアルバム。

## 概要
初回盤には、Music Video3曲を収録したDVD付。

## 収録曲

### CD
1. パーソナルCOLOR
2. 友よ
3. TOKYO CITY
4. ボンピラ
5. Dancers Anthem
6. 臆病な狼
7. 二〇一一日本ニテ記ス
8. Changes
9. マイクリスマスキャロル
10. Extraction -Instrumental-
11. LOOP
12. no one
13. RISING MARCH

### DVD
初回盤のみ
1. 臆病な狼 (Music Video)
2. no one (Music Video)
3. パーソナルCOLOR (Music Video)